# Jaime Jiménez
Jaime Jiménez Merlo (ur. 10 grudnia 1980 w Valdepeñas) – hiszpański piłkarz występujący na pozycji bramkarza w SD Eibar.